# Sorelle Williams
Le sorelle Williams sono due tenniste professioniste statunitensi: Venus Williams nata nel 1980, vincitrice di sette tornei del Grande Slam di singolare, e Serena Williams nata nel 1981, vincitrice di ventitré tornei del Grande Slam in singolare. 
In più di venti anni, hanno vinto 122 tornei in singolare, 4 tornei di doppio misto e hanno occupato in totale più di 300 settimane al numero uno in singolare e per otto settimane anche nella classifica di doppio. Dopo gli Open di Francia del 2002, Venus e Serena erano rispettivamente numero uno e due del ranking di singolare. Entrambe fanno parte del ristretto gruppo di tenniste che hanno vinto più titoli di sempre.
Facendo coppia nei tornei di doppio femminile, le sorelle Williams si sono aggiudicate 14 prove del Grande Slam e in un'occasione ne hanno vinte 4 consecutivamente (da Wimbledon 2009 a Parigi 2010), ma non nello stesso anno solare. I risultati non mancano nemmeno alle Olimpiadi: hanno conquistato un totale di quattro medaglie d'oro a testa, di cui tre insieme nel doppio femminile e una ciascuna in singolare. Venus è inoltre la tennista, uomini compresi, con più medaglie olimpiche vinte, cinque.
Tra di loro, hanno acceso anche un'intensa rivalità. Si sono scontrate, infatti, 31 volte, di cui 9 volte in una finale Slam. È, quindi, la seconda coppia che si è affrontata più volte nelle finali di singolare femminile dietro a Chris Evert-Martina Navrátilová, le quali si sono sfidate 14 volte. Serena ha concluso in vantaggio per numero di match vinti (19-12).

## Tenniste che hanno battuto le sorelle Williams nello stesso torneo
Solamente otto tenniste sono riuscite a battere entrambe le sorelle nello stesso torneo. Kim Clijsters ci è riuscita sia nel 2002 sia nel 2009.
| No. | Anno | Torneo                      | Sede        | Tennista                | Punteggio                                                  |
| 1   | 1998 | Sydney International        | Sydney      | Arantxa Sánchez Vicario | b. Serena 6–2, 6–1 in SF b. Venus 6–1, 6–3 in F            |
| 2   | 1999 | Sydney International        | Sydney      | Steffi Graf             | b. Serena 6–2, 3–6, 7–5 in 2T b. Venus 4–6, 6–2, 6–4 in QF |
| 3   | 2001 | Australian Open             | Melbourne   | Martina Hingis          | b. Serena 6–2, 4–6, 8–6 in QF b. Venus 6–1, 6–1 in SF      |
| 4   | 2002 | Home Depot Championships    | Los Angeles | Kim Clijsters           | b. Venus 5–0 rit. in SF b. Serena 7–5, 6–3 in F            |
| 5   | 2004 | JPMorgan Chase Open         | Los Angeles | Lindsay Davenport       | b. Venus 7–5, 2–0 rit. in SF b. Serena 6–1, 6–3 in F       |
| 6   | 2007 | US Open                     | New York    | Justine Henin           | b. Serena 7–63, 6–1 in QF b. Venus 7–62, 6–4 in SF         |
| 7   | 2009 | US Open                     | New York    | Kim Clijsters           | b. Venus 6–0, 0–6 6–4 in 4T b. Serena 6–4, 7–5 in SF       |
| 8   | 2010 | Internazionali BNL d'Italia | Roma        | Jelena Janković         | b. Venus 6–0, 6–1 in QF b. Serena 4–6, 6–3, 7–65 in SF     |
| 9   | 2016 | US Open                     | New York    | Karolína Plíšková       | b. Venus 4–6, 6–4, 7–63 in 4T b. Serena 6–2, 7–65 in SF    |

## Finali di doppio

### Vinte (22)
| Legenda: Prima del 2009 | Legenda: Dopo il 2009 |
| ----------------------- | --------------------- |
| Grande Slam (14)        |                       |
| Oro Olimpico (3)        |                       |
| WTA Championships (0)   |                       |
| Tier I (1)              | Premier Mandatory (1) |
| Tier II (2)             | Premier 5 (0)         |
| Tier III (0)            | Premier (1)           |
| Tier IV & V (0)         | International (0)     |

| No. | Data              | Torneo                       | Sede          | Avversario in finale                           | Punteggio      |
| 1.  | 23 febbraio 1998  | IGA Tennis Classic (1)       | Oklahoma City | Cătălina Cristea Kristine Kunce                | 7–5, 6–2       |
| 2.  | 12 ottobre 1998   | Swisscom Challenge (1)       | Zurigo        | Mariaan de Swardt Olena Tatarkova              | 5–7, 6–1, 6–3  |
| 3.  | 15 febbraio 1999  | Faber Grand Prix (1)         | Hannover      | Alexandra Fusai Nathalie Tauziat               | 5–7, 6–2, 6–2  |
| 4.  | 24 maggio 1999    | Open di Francia (1)          | Parigi        | Martina Hingis Anna Kurnikova                  | 6–3, 62–7, 8–6 |
| 5.  | 30 agosto 1999    | US Open (1)                  | New York      | Chanda Rubin Sandrine Testud                   | 4–6, 6–1, 6–4  |
| 6.  | 26 giugno 2000    | Wimbledon (1)                | Londra        | Julie Halard-Decugis Ai Sugiyama               | 6–3, 6–2       |
| 7.  | 18 settembre 2000 | Giochi olimpici estivi (1)   | Sydney        | Kristie Boogert Miriam Oremans                 | 6–1, 6–1       |
| 8.  | 15 gennaio 2001   | Australian Open (1)          | Melbourne     | Lindsay Davenport Corina Morariu               | 6–2, 4–6, 6–4  |
| 9.  | 24 giugno 2002    | Wimbledon (2)                | Londra        | Virginia Ruano Pascual Paola Suárez            | 6–2, 7–5       |
| 10. | 13 gennaio 2003   | Australian Open (2)          | Melbourne     | Virginia Ruano Pascual Paola Suárez            | 4–6, 6–4, 6–3  |
| 11. | 5 luglio 2008     | Wimbledon (3)                | Londra        | Lisa Raymond Samantha Stosur                   | 6–2, 6–2       |
| 12. | 17 agosto 2008    | Giochi olimpici estivi (2)   | Pechino       | Anabel Medina Garrigues Virginia Ruano Pascual | 6–2, 6–0       |
| 13. | 30 gennaio 2009   | Australian Open (3)          | Melbourne     | Ai Sugiyama Daniela Hantuchová                 | 6–3, 6–3       |
| 14. | 4 luglio 2009     | Wimbledon (4)                | Londra        | Samantha Stosur Rennae Stubbs                  | 7–64, 6–4      |
| 15. | 2 agosto 2009     | Bank of the West Classic (1) | Stanford      | Chan Yung-jan Monica Niculescu                 | 6–4, 6–1       |
| 16. | 14 settembre 2009 | US Open (2)                  | New York      | Cara Black Liezel Huber                        | 6–2, 6–2       |
| 17. | 29 gennaio 2010   | Australian Open (4)          | Melbourne     | Cara Black Liezel Huber                        | 6–4, 6–3       |
| 18. | 15 maggio 2010    | Mutua Madrid Open (1)        | Madrid        | Gisela Dulko Flavia Pennetta                   | 6–2, 7–5       |
| 19. | 4 giugno 2010     | Open di Francia (2)          | Parigi        | Květa Peschke Katarina Srebotnik               | 6–2, 6–3       |
| 20. | 7 luglio 2012     | Wimbledon (5)                | Londra        | Andrea Hlaváčková Lucie Hradecká               | 7-5, 6-4       |
| 21. | 5 agosto 2012     | Giochi olimpici estivi (3)   | Londra        | Andrea Hlaváčková Lucie Hradecká               | 6–4, 6–4       |
| 22. | 9 luglio 2016     | Wimbledon (6)                | Londra        | Tímea Babos Yaroslava Shvedova                 | 6-3, 6-4       |

### Perse (1)
| No. | Data          | Torneo             | Sede                         | Superficie | Avversario in finale             | Punteggio |
| 1.  | 8 agosto 1999 | TIG Tennis Classic | San Diego (California), U.S. | Cemento    | Lindsay Davenport Corina Morariu | 6–4, 6–1  |

## Cronologia prestazioni
Statistiche aggiornate al 2022, anno del ritiro di Serena Williams.

### Migliori risultati in singolare (combinati)
| Torneo                 | 1997      | 1998      | 1999      | 2000 | 2001          | 2002          | 2003          | 2004 | 2005          | 2006          | 2007          | 2008 | 2009          | 2010          | 2011          | 2012 | 2013          | 2014          | 2015          | 2016 | 2017          | 2018          | 2019          | 2020          | 2021 | 2022 | Vittorie/ Partecipazioni |
| ---------------------- | --------- | --------- | --------- | ---- | ------------- | ------------- | ------------- | ---- | ------------- | ------------- | ------------- | ---- | ------------- | ------------- | ------------- | ---- | ------------- | ------------- | ------------- | ---- | ------------- | ------------- | ------------- | ------------- | ---- | ---- | ------------------------ |
| Australian Open        | A         | QF        | QF        | 4T   | SF            | QF            | V             | 3T   | V             | 3T            | V             | QF   | V             | V             | 3T            | 4T   | QF            | 4T            | V             | F    | V             | 1T            | QF            | 3T            | SF   | A    | 7 / 24                   |
| Open di Francia        | 2T        | QF        | 4T        | QF   | QF            | V             | SF            | QF   | 3T            | QF            | QF            | 3T   | QF            | QF            | 2T            | 2T   | V             | 2T            | V             | F    | 4T            | 4T            | 3T            | 2T            | 4T   | A    | 3 / 25                   |
| Wimbledon              | 1T        | QF        | QF        | V    | V             | V             | V             | F    | V             | 3T            | V             | V    | V             | V             | 4T            | V    | 4T            | 4T            | V             | V    | F             | F             | F             | ND            | 2T   | 1T   | 12 / 25                  |
| US Open                | F         | SF        | V         | V    | V             | V             | A             | QF   | QF            | 4T            | SF            | V    | SF            | SF            | F             | V    | V             | V             | SF            | SF   | SF            | F             | F             | SF            | A    | 3T   | 8 / 24                   |
| Giochi olimpici        |           |           |           |      |               |               |               |      |               |               |               |      |               |               |               |      |               |               |               |      |               |               |               |               |      |      |                          |
| Giochi olimpici estivi | Non disp. | Non disp. | Non disp. | V    | Non disputato | Non disputato | Non disputato | 4T   | Non disputato | Non disputato | Non disputato | QF   | Non disputato | Non disputato | Non disputato | V    | Non disputato | Non disputato | Non disputato | 3T   | Non disputato | Non disputato | Non disputato | Non disputato | A    | ND   | 2 / 4                    |

### Doppio femminile
| Tornei                 | 1997      | 1998      | 1999      | 2000 | 2001          | 2002          | 2003          | 2004 | 2005          | 2006          | 2007          | 2008 | 2009          | 2010          | 2011          | 2012 | 2013          | 2014          | 2015          | 2016    | 2017          | 2018          | 2019          | 2020          | 2021    | 2022    | Carriera V/P |
| ---------------------- | --------- | --------- | --------- | ---- | ------------- | ------------- | ------------- | ---- | ------------- | ------------- | ------------- | ---- | ------------- | ------------- | ------------- | ---- | ------------- | ------------- | ------------- | ------- | ------------- | ------------- | ------------- | ------------- | ------- | ------- | ------------ |
| Tornei del Grande Slam |           |           |           |      |               |               |               |      |               |               |               |      |               |               |               |      |               |               |               |         |               |               |               |               |         |         |              |
| Australian Open        | A         | 3T        | SF        | A    | V             | A             | V             | A    | A             | A             | A             | QF   | V             | V             | A             | A    | QF            | Assenti       | Assenti       | Assenti | Assenti       | Assenti       | Assenti       | Assenti       | Assenti | Assenti | 36–4         |
| Open di Francia        | A         | A         | V         | A    | A             | A             | A             | A    | A             | A             | A             | A    | 3T            | V             | A             | A    | 1T            | A             | A             | 3T      | A             | 3T            | Assenti       | Assenti       | Assenti | Assenti | 18–4         |
| Wimbledon              | A         | 1T        | A         | V    | 3T            | V             | 3T            | A    | A             | A             | 2T            | V    | V             | QF            | A             | V    | A             | 2T            | A             | V       | Assenti       | Assenti       | Assenti       | Assenti       | Assenti | Assenti | 45–6         |
| US Open                | 1T        | A         | V         | SF   | 3T            | A             | A             | A    | A             | A             | A             | A    | V             | A             | A             | 3T   | SF            | QF            | Assenti       | Assenti | Assenti       | Assenti       | Assenti       | Assenti       | Assenti | 1T      | 27–7         |
| Vinte-Perse            | 0–1       | 2–2       | 16–1      | 10–1 | 10–2          | 6–0           | 8–1           | 0–0  | 0–0           | 0–0           | 1–1           | 9–1  | 20–1          | 15–1          | 0-0           | 8-1  | 7-3           | 4-2           | 0-0           | 8-1     | 0-0           | 2-1           | 0-0           | 0-0           | 0-0     | 0-1     | 126–21       |
| Giochi olimpici        |           |           |           |      |               |               |               |      |               |               |               |      |               |               |               |      |               |               |               |         |               |               |               |               |         |         |              |
| Giochi olimpici estivi | Non disp. | Non disp. | Non disp. | V    | Non disputato | Non disputato | Non disputato | A    | Non disputato | Non disputato | Non disputato | V    | Non disputato | Non disputato | Non disputato | V    | Non disputato | Non disputato | Non disputato | 1T      | Non disputato | Non disputato | Non disputato | Non disputato | A       | ND      | 15–1         |

## Rivalità

### Singolare

#### S.Williams–V.Williams (19–12)
| No. | Anno | Nome del torneo                                | Città             | Superficie  | Turno            | Vincitrice | Punteggio        |
| --- | ---- | ---------------------------------------------- | ----------------- | ----------- | ---------------- | ---------- | ---------------- |
| 1.  | 1998 | Australian Open (1)                            | Melbourne         | Cemento     | Secondo turno    | Venus      | 7–6(4), 6–1      |
| 2.  | 1999 | Internazionali d'Italia (1)                    | Roma              | Terra rossa | Quarti di finale | Venus      | 6–4, 6–2         |
| 3.  | 1999 | Lipton International Players Championships (1) | Key Biscayne      | Cemento     | Finale           | Venus      | 6–1, 4–6, 6–4    |
| 4.  | 1999 | Grand Slam Cup (1)                             | Monaco di Baviera | Sintetico   | Finale           | Serena     | 6–1, 3–6, 6–3    |
| 5.  | 2000 | Wimbledon (1)                                  | Wimbledon         | Erba        | Semifinale       | Venus      | 6–2, 7–6(3)      |
| 6.  | 2001 | US Open (1)                                    | New York          | Cemento     | Finale           | Venus      | 6–2, 6–4         |
| 7.  | 2002 | NASDAQ-100 Open (2)                            | Key Biscayne      | Cemento     | Semifinale       | Serena     | 6–2, 6–2         |
| 8.  | 2002 | Open di Francia (1)                            | Parigi            | Terra rossa | Finale           | Serena     | 7–5, 6–3         |
| 9.  | 2002 | Wimbledon (2)                                  | Wimbledon         | Erba        | Finale           | Serena     | 7–6(4), 6–3      |
| 10. | 2002 | US Open (2)                                    | New York          | Cemento     | Finale           | Serena     | 6–4, 6–3         |
| 11. | 2003 | Australian Open (2)                            | Melbourne         | Cemento     | Finale           | Serena     | 7–6(4), 3–6, 6–4 |
| 12. | 2003 | Wimbledon (3)                                  | Wimbledon         | Erba        | Finale           | Serena     | 4–6, 6–4, 6–2    |
| 13. | 2005 | NASDAQ-100 Open (3)                            | Key Biscayne      | Cemento     | Quarti di finale | Venus      | 6–1, 7–6(8)      |
| 14. | 2005 | US Open (3)                                    | New York          | Cemento     | Quarto turno     | Venus      | 7–6(5), 6–2      |
| 15. | 2008 | Bangalore Open (1)                             | Bangalore         | Cemento     | Semifinale       | Serena     | 6–3, 3–6, 7–6(4) |
| 16. | 2008 | Wimbledon (4)                                  | Wimbledon         | Erba        | Finale           | Venus      | 7–5, 6–4         |
| 17. | 2008 | US Open (4)                                    | New York          | Cemento     | Quarti di finale | Serena     | 7–6(6), 7–6(7)   |
| 18. | 2008 | Sony Ericsson Championships (1)                | Doha              | Cemento     | Round Robin      | Venus      | 5–7, 6–1, 6–0    |
| 19. | 2009 | Barclays Dubai Tennis Championships (1)        | Dubai             | Cemento     | Semifinale       | Venus      | 6–1, 2–6, 7–6(3) |
| 20. | 2009 | Sony Ericsson Open (4)                         | Key Biscayne      | Cemento     | Semifinale       | Serena     | 6–4, 3–6, 6–3    |
| 21. | 2009 | Wimbledon (5)                                  | Wimbledon         | Erba        | Finale           | Serena     | 7–6(3), 6–2      |
| 22. | 2009 | Sony Ericsson Championships (2)                | Doha, Qatar       | Cemento     | Round Robin      | Serena     | 5–7, 6–4, 7–6(4) |
| 23. | 2009 | Sony Ericsson Championships (3)                | Doha              | Cemento     | Finale           | Serena     | 6–2, 7–6(4)      |
| 24. | 2013 | Family Circle Cup (1)                          | Charleston        | Terra verde | Semifinale       | Serena     | 6–1, 6–2         |
| 25. | 2014 | Canadian Open (1)                              | Montréal          | Cemento     | Semifinale       | Venus      | 6(2)–7, 6–2, 6–3 |
| 26. | 2015 | Wimbledon (6)                                  | Wimbledon         | Erba        | Quarti di finale | Serena     | 6–4, 6–3         |
| 27. | 2015 | US Open (5)                                    | New York          | Cemento     | Quarti di finale | Serena     | 6–2, 1–6, 6–3    |
| 28. | 2017 | Australian Open (3)                            | Melbourne         | Cemento     | Finale           | Serena     | 6–4, 6–4         |
| 29. | 2018 | Indian Wells Masters (1)                       | Indian Wells      | Cemento     | Terzo turno      | Venus      | 6–3, 6–4         |
| 30. | 2018 | US Open (6)                                    | New York          | Cemento     | Terzo turno      | Serena     | 6–1, 6–2         |
| 31. | 2020 | Top Seed Open                                  | Lexington         | Cemento     | Secondo turno    | Serena     | 3–6, 6–3, 6–4    |

#### Riassunto della rivalità
- Campi in cemento: Serena, 12–9
- Campi in terra: Serena, 2–1
- Campi in erba: Serena, 4–2
- Campi in sintetico: Serena, 1–0
- Incontri del Grande Slam: Serena, 11–5
- Finali del Grande Slam: Serena, 7–2
- Incontri nel torneo di fine anno: Serena, 2–1
- Finali nel torneo di fine anno: Serena 1–0
- Finali: Serena, 9–3

### Doppio misto
| No. | Anno | Nome del torneo     | Città  | Superficie  | Turno  | Vincenti               | Perdenti         | Punteggio |
| --- | ---- | ------------------- | ------ | ----------- | ------ | ---------------------- | ---------------- | --------- |
| 1.  | 1998 | Open di Francia (1) | Parigi | Terra rossa | Finale | Venus Justin Gimelstob | Serena Luis Lobo | 6–4, 6–4  |

## Impatto culturale
Nel film Una famiglia vincente - King Richard Venus e Serena Williams sono interpretate rispettivamente da Saniyya Sidney e Demi Singleton.